# Mohammed Abdelrahman
Mohammed Abdelrahman Yousif Yagoub (* 10. Juli 1993 in Omdurman) ist ein sudanesischer Fußballspieler. 

## Verein
Der Stürmer begann seine Karriere bei Al-Hilal Omdurman und wechselte später weiter zu Al-Merreikh Omdurman. Aktuell steht er bei CA Bordj Bou Arréridj in der algerischen Ligue Professionnelle 1 unter Vertrag. 

## Nationalmannschaft
Am 8. September 2018 kam er für die sudanesische Nationalmannschaft zu einem Einsatz gegen Äquatorialguinea (0:1).

## Erfolge
- Sudanesischer Meister: 2014, 2019
- Sudanesischer Pokalsieger: 2016, 2018